# Microsoft SQL Server Desktop Engine
Pour les articles homonymes, voir MSDE.
Microsoft SQL Server Desktop Engine (MSDE) est une édition limitée mais gratuite de Microsoft SQL Server.
En 2005, lors de la sortie de SQL Server 2005, Microsoft a remplacé SQL Server 2000 Desktop Engine par SQL Server 2005 Express Edition. L’assistance technique pour SQL Server 2000 Desktop Engine a cessé le 8 avril 2008. Microsoft indique que SQL Server Desktop Engine n'est pas pris en charge sur Microsoft Windows Vista et recommande que les applications soient mises à jour vers SQL Server 2005 Express Edition.

## Restrictions de cette édition
MSDE a les restrictions suivantes :
- 2 processeurs maximum utilisés
- 2 Go de mémoire vive
- Supporte des bases de données jusqu'à 2 Go
- 5 requêtes simultanées conseillées au maximum. Au-delà les utilisateurs partagent les processus des utilisateurs déjà connectés et les performances s'écroulent. De ce fait elle est adaptée à une utilisation monoposte ou pour un petit groupe d'utilisateurs.
- MSDE 1.0 supporte Windows 95, Windows 98, Windows NT et Windows 2000
- MSDE 2000 supporte Windows ME, XP, 98, 2000, 2003, et NT
- Pas d'interface utilisateur

SQL Server 2005 Express Edition
- 1 processeur maximum utilisé, mais utilise plusieurs cœurs si présents
- 1 Go de mémoire vive
- Supporte des bases de données jusqu'à 4 Go
- Aucune limite dans le nombre d'accès concurrents
- Supporte Windows 2003 SP1, XP SP2, 2000 SP4
- Supportera Vista, Longhorn Server dès leur sortie avec le Service Pack 2 de Express
- Interface utilisateur : SQL Server 2005 Management Studio Express

Cette édition peut participer à une réplication en tant qu'abonné.
L'indexation texte plein des champs est possible dans cette édition et la possibilité de générer des états simples avec Reporting Services uniquement à partir de SQL Server 2005 (SQL Server 2005 Express Edition with Advanced Services).
Cette édition a été créée pour concurrencer des produits tels que MySQL, et pousser les utilisateurs à utiliser SQL Server.
L'objectif de SQL Server 2005 Express Edition est de fournir aux utilisateurs un moteur gratuit permettant de bénéficier de la puissance du moteur SQL Server sans devoir assumer le coût de la licence. Ainsi de nombreux partenaires peuvent développer des applications basées sur ce moteur, et migrer facilement en cas de besoin sur une version payante.
Par ailleurs, le ver informatique SQL Slammer sévit sur MSDE, et peut se propager par exemple en VPN.

## Versions pour Windows
- 1999 - MSDE 1.0 basée sur SQL Server 7.0
- 2000 - MSDE 2000 basée sur SQL Server 2000
- 2005 - SQL Server Express basée sur SQL Server 2005